# Вестерлунд, Нанню
Нанню Розали Вестерлунд (фин. Nanny Westerlund; 29 апреля 1895, Кемиё, Западная Финляндия, Великое княжество Финляндское, Российская империя — 10 февраля 1989, Хельсинки, Финляндия) — финская актриса
 театра и кино, режиссёр, драматург.

## Биография
Родилась в многодетной семье. С детства выступала в школьных театральных постановках. В 1907—1910 годах училась в Ханко, затем в 1910—1912 годах обучалась в театральной студии при столичном Шведском театре, после окончания учёбы играла на сцене Шведского театра в течение 70 лет.
Дебютировала на театральной сцене в 15-летнем возрасте. Актёрская карьера Н. Вестерлунд длилась в общей сложности 78 лет.
За первые десять лет работы в столичном Шведском театре сыграла в около 75-ти от лирических до драматических ролях.
Работала режиссёром в Дроттнингхольмском придворном театре в Стокгольме. Писала пьесы.
Возглавляла Хельсинкский художественный музей, преподавала в Хельсинкской театральной школе.
Дебютировал в немом кино в 1917 году.

## Избранная фильмография
- Vem sköt? (1917)
- Högsta vinsten (1929)
- Самая главная победа (1929) / Korkein voitto — Lady in the Kämp
- Staden (ТВ, 1962)
- Nog minns vi dig (ТВ, 1967)
- Неизвестный друг (1978) / Tuntematon ystävä — Lydia Lindström
- Война Ангелы (1984) / Angelas krig
- Den förtrollade vägen (ТВ, 1986) — Aunt Gulla
- Tjurens år (ТВ, 1989) — Gulla

## Награды
- Pro Finlandia (1955)
- Премия «Юсси» за лучшую женскую роль (1978)